# Kungliga slottet i Aranjuez

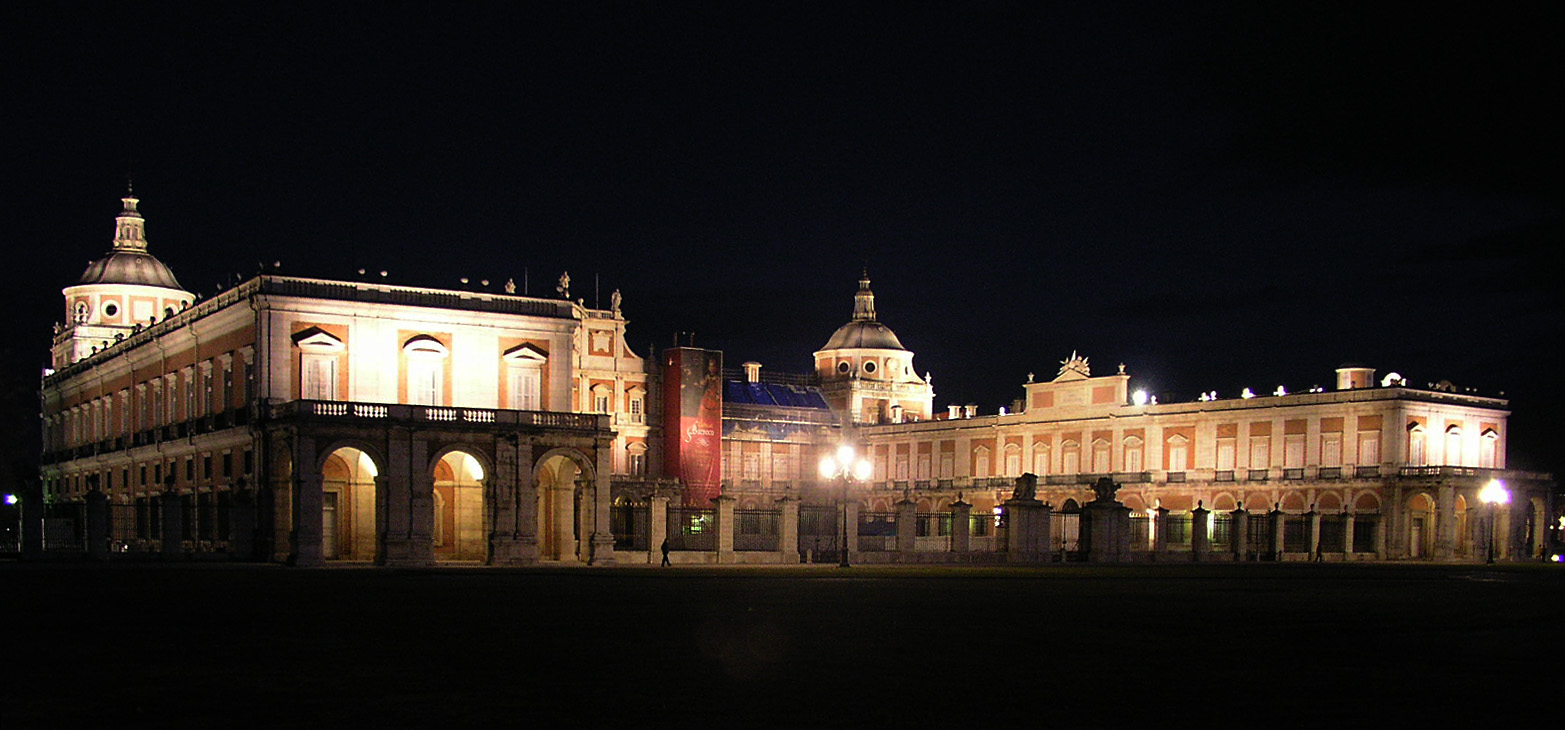
Nattlig vy av Kungliga palatset i Aranjuez

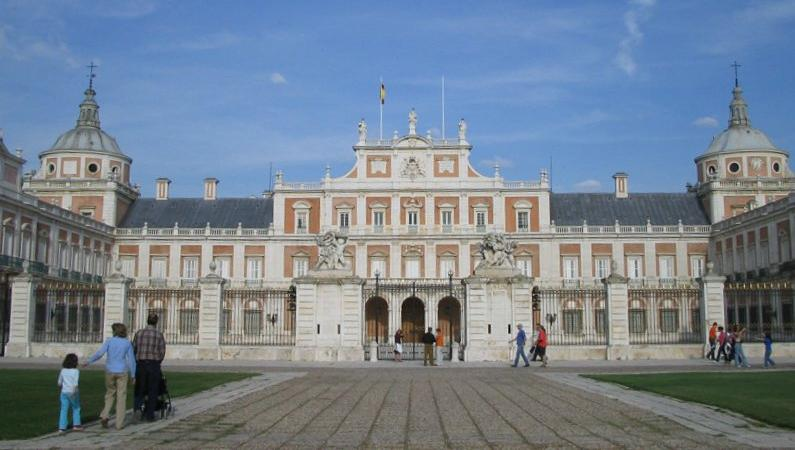
Kungliga slottet i Aranjuez

Palacio Real de Aranjuez (Kungliga palatset i Aranjuez) är ett av residensen för kungen av Spanien. Slottet ligger i Aranjuez "Det kungliga slottet och staden Aranjuez" i Madrid, och drivs och underhålls som ett nationellt kulturminne ("Patrimonio Nacional"). Det ligger vid kanten av floden Tajo.
När kejsaren Karl V började intressera sig för att utveckla Aranjuez som en kunglig stad med stora jaktmarker, bosatte han sig, liksom även Filip ’’den vackre’’ hade gjort 1501, i det gamla palatset som tillhört Santiagoorden. 
I palatset märks främst Sala China (”Kinasalen”) eller Gabinete de Porcelana (”Porslinskabinettet”), liksom även Sala de los Espejos (”Spegelsalen”).
Palatset uppfördes på orden av Filip II av Spanien, som gav uppdraget till arkitekten Juan de Herrera, som dog under arbetets gång, varvid hans elev Juan Bautista de Toledo blev ansvarig för att slutföra verket. Under Ferdinand VI av Spanien gjorde man en betydande tillbyggnad, som fortsattes av Karl III av Spanien som gav det några flyglar som omger vapengården, så som man kan se det i dag. Ett mindre palats, kallat Casa del Labrador ("Jordbrukarens hus"), ligger utanför det inhägnade området, och är en del av Jardín del Príncipe ("Prinsens trädgård").
De vidsträckta trädgårdarna, anlades för att pryda det kungliga residenset på den ofruktbara och torra mesetan i mitten av Spanien. De bevattnas med vatten från floderna Tajo och Jarama och är de mest betydande från perioden för Habsburgarna i Spanien. De har fått särskild uppmärksamhet tack vare Aranjuezkonserterna av Joaquín Rodrigo, som räknas som den spanska musikkomposition som lyssnas på mest i världen.
Stadens kulturlandskap blev 2001 uppsatt på Unescos Världsarvslista.